# Rudolf Pellar
Rudolf Pellar (Púchov, 28 febbraio 1923 – Praga, 4 settembre 2010) è stato un attore, cantante e traduttore cecoslovacco.

## Biografia
Reduce della seconda guerra mondiale, Rudolf Pellar si iscrisse al conservatorio di Brno dopo l'occupazione tedesca che aveva prodotto la chiusura delle università.
In seguito al diploma, a partire dagli anni cinquanta Rudolf Pellar si esibì come chansonnier nei principali teatri nazionali. Registrò inoltre numerose canzoni, principalmente in lingua francese e in ceco, con varie orchestre ed ensemble. Pur essendo in attività come musicista e cantante per un periodo molto lungo, tuttavia, non pubblicò alcun album fino agli anni ottanta.
A questa, affiancò altre attività nel settore dello spettacolo, tra cui quella di attore e conduttore televisivo. Apparve in alcuni film slovacchi e condusse con Pavlína Filipovská la trasmissione Rodinná pošta.
Fu vittima della normalizzazione, per via della quale insieme ad altri artisti non poté apparire nelle trasmissioni e negli spettacoli pubblici. Fu in questo periodo che, con la moglie Luba, Pellar si dedicò al mestiere di traduttore; i due coniugi si occuparono di tradurre numerosi titoli della letteratura mondiale, tra i quali si ricordano Il giovane Holden di J. D. Salinger, Verdi colline d'Africa di Ernest Hemingway, Chi ha paura di Virginia Woolf? di Edward Albee e Un tram che si chiama Desiderio di Tennessee Williams. Per tale impegno, i coniugi vennero considerati tra i maggiori traduttori della nazione e nel 1997 furono insigniti del Premio di Stato assegnato dal Ministero della Cultura.
Dal 1970 al 2001 fu docente presso il conservatorio di Praga. Nonostante l'avanzare degli anni, si dedicò a numerose attività, tra cui la lettura di audiolibri per ciechi. Per la sua attività di interprete, venne insignito del premio "Rosa di Cristallo".
All'età di ottantacinque anni si esibì al Trutnov Open Air Music Festival, uno delle maggiori manifestazioni musicali della Repubblica Ceca.
Nel 2009 pubblicò la sua autobiografia, Nejdřív se musíte narodit... (Prima bisogna nascere...).
Vedovo da cinque anni, Rudolf Pellar morì nel 2010 all'età di ottantasette anni.

## Filmografia

### Cinema
- Posel úsvitu, regia di Václav Krska (1951)
- Divotvorný klobouk, regia di Alfréd Radok (1953)
- Hudba z Marsu, regia di Ján Kadár e Elmar Klos (1955)
- Jan Zizka, regia di Otakar Vávra (1956)
- Zaostrit, prosím!, regia di Martin Fric (1956)
- Proti vsem, regia di Otakar Vávra (1957)
- Sogno di una notte d'estate (Sen noci svatojanske), regia di Jiří Trnka (1959)
- Pochodne, regia di Vladimír Cech (1961)
- Pohádka o staré tramvaji, regia di Milan Vosmik (1961)
- Reportáz psaná na oprátce, regia di Jaroslav Balík (1962)
- Blbec z Xeenemunde, regia di Jaroslav Balík (1963)
- Tarzanova smrt, regia di Jaroslav Balík (1963)
- Tri chlapi v chalupe, regia di Josef Mach (1963)
- Lov na mamuta, regia di Oldrich Danek (1965)
- Rekviem za kouzelnou flétnu, regia di Václav Kaslík (1968)
- Maratón, regia di Ivo Novák (1968)
- Pet muzu a jedno srdce, regia di Jan Matejovský (1971)
- Opera ve vinici, regia di Jaromil Jires (1981)
- Vinobraní, regia di Hynek Bocan (1983)
- Pasácek z doliny, regia di Frantisek Vlácil (1985)
- Království za kytaru, regia di Drahomíra Králová (1990)
- Poslední motýl, regia di Karel Kachyna (1991)
- Carodejky z predmestí, regia di Drahomíra Králová (1991)
- Helimadoe, regia di Jaromil Jires (1993)
- Cesta peklem, regia di Martin Hollý (1995)
- Malostranske humoresky, regia di Zdenek Gawlik, Jan Pecha e Jaromír Polisenský (1996)
- Jack lo squartatore (Love Lies Bleeding), regia di William Tannen (1999)
- La leggenda degli uomini straordinari (The League of Extraordinary Gentlemen), regia di Stephen Norrington (2003)
- Kousek nebe, regia di Petr Nikolaev (2005)
- Blízko nebe, regia di Dan Svátek (2005)
- I fratelli Grimm e l'incantevole strega (The Brothers Grimm), regia di Terry Gilliam (2005)
- Paris 36 (Faubourg 36), regia di Christophe Barratier (2008)

## Opere
- Rudolf Pellar, Nejdřív se musíte narodit, Radioservis, 2008, ISBN 9788086212883.